# Gubernatorzy Vermontu
Gubernator Vermontu stoi na czele władzy wykonawczej stanu. Wybierany jest w głosowaniu powszechnym.
Vermont został przyłączony do Unii 4 marca 1791 roku jako czternasty stan. Wcześniej w latach 1776-1791 istniała niezależna Republika Vermontu
Do 1870 roku gubernatorzy wybierani byli na jeden rok. Obecnie kadencja gubernatora liczy 2 lata. Nie obowiązuje żaden limit kadencji.
Polityka Vermontu zdominowana była przez Partię Republikańską. Wprowadziła ona wewnętrzną zasadę, wedle której gubernatorem można było być tylko przez 2 lata. Dodatkowo, w celu zachowania geograficznej równowagi, nominowała ona naprzemiennie kandydatów mieszkających na wschód lub na zachód od Gór Zielonych.

## Lista gubernatorów Vermontu

### W czasie istnienia Republiki Vermontu
| Lp. | Imię i nazwisko   | Imię i nazwisko | Od   | Do   |
| --- | ----------------- | --------------- | ---- | ---- |
| 1   | Thomas Chittenden |                 | 1778 | 1789 |
| 2   | Moses Robinson    |                 | 1789 | 1790 |
| 3   | Thomas Chittenden |                 | 1790 | 1791 |

### Gubernatorzy stanowi
| Lp. | Imię i nazwisko       | Imię i nazwisko | Od                   | Do                   | Partia                                              |
| --- | --------------------- | --------------- | -------------------- | -------------------- | --------------------------------------------------- |
| 1   | Thomas Chittenden     |                 | październik 1791     | 25 sierpnia 1797     | Niezależny                                          |
| 2   | Paul Brigham          |                 | 25 sierpnia 1797     | 16 października 1797 | Partia Demokratyczno-Republikańska                  |
| 3   | Isaac Tichenor        |                 | 16 października 1797 | 9 października 1807  | Partia Federalistyczna                              |
| 4   | Israel Smith          |                 | 9 października 1807  | 14 października 1808 | Partia Demokratyczno-Republikańska                  |
| 5   | Isaac Tichenor        |                 | 14 października 1808 | 14 października 1809 | Partia Federalistyczna                              |
| 6   | Jonas Galusha         |                 | 14 października 1809 | 23 października 1813 | Partia Demokratyczno-Republikańska                  |
| 7   | Martin Chittenden     |                 | 23 października 1813 | 14 października 1815 | Partia Federalistyczna                              |
| 8   | Jonas Galusha         |                 | 14 października 1815 | 23 października 1820 | Partia Demokratyczno-Republikańska                  |
| 9   | Richard Skinner       |                 | 23 października 1820 | 10 października 1823 | Partia Demokratyczno-Republikańska                  |
| 10  | Cornelius P. Van Ness |                 | 10 października 1823 | 13 października 1826 | Partia Demokratyczno-Republikańska                  |
| 11  | Ezra Butler           |                 | 13 października 1826 | 10 października 1828 | National Republican Party (późniejsza Partia Wigów) |
| 12  | Samuel C. Crafts      |                 | 10 października 1828 | 18 października 1831 | National Republican Party                           |
| 13  | William A. Palmer     |                 | 18 października 1828 | 2 listopada 1835     | National Republican Party                           |
| 14  | Silas H. Jennison     |                 | 2 listopada 1835     | 15 października 1841 | Partia Wigów                                        |
| 15  | Charles Paine         |                 | 15 października 1841 | 13 października 1843 | Partia Wigów                                        |
| 16  | John Mattocks         |                 | 13 października 1843 | 11 października 1844 | Partia Wigów                                        |
| 17  | William Slade         |                 | 11 października 1844 | 9 października 1846  | Partia Wigów                                        |
| 18  | Horace Eaton          |                 | 9 października 1846  | październik 1848     | Partia Wigów                                        |
| 19  | Carlos Coolidge       |                 | październik 1848     | 11 października 1850 | Partia Wigów                                        |
| 20  | Charles K. Williams   |                 | 11 października 1850 | październik 1852     | Partia Wigów                                        |
| 21  | Erastus Fairbanks     |                 | październik 1852     | październik 1853     | Partia Wigów                                        |
| 22  | John S. Robinson      |                 | październik 1853     | 13 października 1854 | Partia Demokratyczna                                |
| 23  | Stephen Royce         |                 | 13 października 1854 | 10 października 1856 | Partia Wigów/ Partia Republikańska                  |
| 24  | Ryland Fletcher       |                 | 10 października 1856 | 10 października 1858 | Partia Republikańska                                |
| 25  | Hiland Hall           |                 | 10 października 1858 | 12 października 1860 | Partia Republikańska                                |
| 26  | Erastus Fairbanks     |                 | 12 października 1860 | 11 października 1861 | Partia Republikańska                                |
| 27  | Frederick Holbrook    |                 | 11 października 1861 | 9 października 1863  | Partia Republikańska                                |
| 28  | J. Gregory Smith      |                 | 9 października 1863  | 13 października 1865 | Partia Republikańska                                |
| 29  | Paul Dillingham       |                 | 13 października 1865 | 13 października 1867 | Partia Republikańska                                |
| 30  | John B. Page          |                 | 13 października 1867 | 15 października 1869 | Partia Republikańska                                |
| 31  | Peter T. Washburn     |                 | 15 października 1869 | 7 lutego 1870        | Partia Republikańska                                |
| 32  | George Whitman Hendee |                 | 7 lutego 1870        | 6 października 1870  | Partia Republikańska                                |
| 33  | John Wolcott Stewart  |                 | 6 października 1870  | 3 października 1872  | Partia Republikańska                                |
| 34  | Julius Converse       |                 | 3 października 1872  | 8 października 1874  | Partia Republikańska                                |
| 35  | Asahel Peck           |                 | 8 października 1874  | 5 października 1876  | Partia Republikańska                                |
| 36  | Horace Fairbanks      |                 | 5 października 1876  | 3 października 1878  | Partia Republikańska                                |
| 37  | Redfield Proctor      |                 | 3 października 1878  | 7 października 1880  | Partia Republikańska                                |
| 38  | Roswell Farnham       |                 | 7 października 1880  | 5 października 1882  | Partia Republikańska                                |
| 39  | John L. Barstow       |                 | 5 października 1882  | 2 października 1884  | Partia Republikańska                                |
| 40  | Samuel E. Pingree     |                 | 2 października 1884  | 7 października 1886  | Partia Republikańska                                |
| 41  | Ebenezer J. Ormsbee   |                 | 7 października 1886  | 4 października 1888  | Partia Republikańska                                |
| 42  | William P. Dillingham |                 | 4 października 1888  | 2 października 1890  | Partia Republikańska                                |
| 43  | Carroll S. Page       |                 | 2 października 1890  | 6 października 1892  | Partia Republikańska                                |
| 44  | Levi K. Fuller        |                 | 6 października 1892  | 4 października 1894  | Partia Republikańska                                |
| 45  | Urban A. Woodbury     |                 | 4 października 1894  | 8 października 1896  | Partia Republikańska                                |
| 46  | Josiah Grout          |                 | 8 października 1896  | 6 października 1898  | Partia Republikańska                                |
| 47  | Edward Curtis Smith   |                 | 6 października 1898  | 4 października 1900  | Partia Republikańska                                |
| 48  | William W. Stickney   |                 | 4 października 1900  | 3 października 1902  | Partia Republikańska                                |
| 49  | John G. McCullough    |                 | 3 października 1902  | 6 października 1904  | Partia Republikańska                                |
| 50  | Charles J. Bell       |                 | 6 października 1904  | 4 października 1906  | Partia Republikańska                                |
| 51  | Fletcher D. Proctor   |                 | 4 października 1906  | 8 października 1908  | Partia Republikańska                                |
| 52  | George H. Prouty      |                 | 8 października 1908  | 5 października 1910  | Partia Republikańska                                |
| 53  | John A. Mead          |                 | 5 października 1910  | 3 października 1912  | Partia Republikańska                                |
| 54  | Allen M. Fletcher     |                 | 3 października 1912  | 7 stycznia 1915      | Partia Republikańska                                |
| 55  | Charles W. Gates      |                 | 7 stycznia 1915      | 4 stycznia 1917      | Partia Republikańska                                |
| 56  | Horace F. Graham      |                 | 4 stycznia 1917      | 9 stycznia 1919      | Partia Republikańska                                |
| 57  | Percival W. Clement   |                 | 9 stycznia 1919      | 6 stycznia 1921      | Partia Republikańska                                |
| 58  | James Hartness        |                 | 6 stycznia 1921      | 4 stycznia 1923      | Partia Republikańska                                |
| 59  | Redfield Proctor Jr.  |                 | 4 stycznia 1923      | 8 stycznia 1925      | Partia Republikańska                                |
| 60  | Franklin S. Billings  |                 | 8 stycznia 1925      | 6 stycznia 1927      | Partia Republikańska                                |
| 61  | John E. Weeks         |                 | 6 stycznia 1927      | 8 stycznia 1931      | Partia Republikańska                                |
| 62  | Stanley C. Wilson     |                 | 8 stycznia 1931      | 10 stycznia 1935     | Partia Republikańska                                |
| 63  | Charles Manley Smith  |                 | 10 stycznia 1935     | 7 stycznia 1937      | Partia Republikańska                                |
| 64  | George Aiken          |                 | 7 stycznia 1937      | 9 stycznia 1941      | Partia Republikańska                                |
| 65  | William Henry Wills   |                 | 9 stycznia 1941      | 4 stycznia 1945      | Partia Republikańska                                |
| 66  | Mortimer R. Proctor   |                 | 4 stycznia 1945      | 9 stycznia 1947      | Partia Republikańska                                |
| 67  | Ernest W. Gibson Jr   |                 | 9 stycznia 1947      | 16 stycznia 1950     | Partia Republikańska                                |
| 68  | Harold J. Arthur      |                 | 16 stycznia 1950     | 4 stycznia 1951      | Partia Republikańska                                |
| 69  | Lee E. Emerson        |                 | 4 stycznia 1951      | 6 stycznia 1955      | Partia Republikańska                                |
| 70  | Joseph B. Johnson     |                 | 6 stycznia 1955      | 8 stycznia 1959      | Partia Republikańska                                |
| 71  | Robert Stafford       |                 | 8 stycznia 1959      | 5 stycznia 1961      | Partia Republikańska                                |
| 72  | F. Ray Keyser Jr.     |                 | 5 stycznia 1961      | 10 stycznia 1963     | Partia Republikańska                                |
| 73  | Philip H. Hoff        |                 | 10 stycznia 1963     | 9 stycznia 1969      | Partia Demokratyczna                                |
| 74  | Deane C. Davis        |                 | 9 stycznia 1969      | 4 stycznia 1973      | Partia Republikańska                                |
| 75  | Thomas P. Salmon      |                 | 4 stycznia 1973      | 6 stycznia 1977      | Partia Demokratyczna                                |
| 76  | Richard A. Snelling   |                 | 6 stycznia 1977      | 10 stycznia 1985     | Partia Republikańska                                |
| 77  | Madeleine Kunin       |                 | 10 stycznia 1985     | 10 stycznia 1991     | Partia Demokratyczna                                |
| 78  | Richard A. Snelling   |                 | 10 stycznia 1991     | 13 sierpnia 1991     | Partia Republikańska                                |
| 79  | Howard Dean           |                 | 13 sierpnia 1991     | 9 stycznia 2003      | Partia Demokratyczna                                |
| 80  | Jim Douglas           |                 | 9 stycznia 2003      | 6 stycznia 2011      | Partia Republikańska                                |
| 81  | Peter Shumlin         |                 | 6 stycznia 2011      | 7 stycznia 2017      | Partia Demokratyczna                                |
| 82  | Phil Scott            |                 | 7 stycznia 2017      |                      | Partia Republikańska                                |